# Ворово
Ворово је ограђени део ловишта који послује у оквиру НП Фрушка гора. Налази се недалеко од Ердевика према Љуби, на крајњим западним обронцима Фрушке горе.
Ловиште обухвата површину од око 1.500ha и подељено је у две целине. У првом ограђеном делу унута Ворова, површине 700ha гаји се лопатарска и муфлонска дивљач, а у другом, површине 800ha, успешно се гаје дивље свиње. Ограђеним делом ловишта управља РЈ Ердевик захваљујући посебно организованој ловочуварској служби.